# Butxina
Butxina (en rus: Бучина) és un poble de l'óblast de Sverdlovsk, a Rússia, segons el cens del 2010 tenia 59 habitants.